# اتصال زراعي
الاتصال الزراعي ( أو الاتصالات الزراعية) هو مجال يركز على الإتصال بالمعلومات المتعلقة بالزراعة بين أصحاب المصلحة الزراعيين و بين أصحاب المصلحة الزراعيين وغير الزراعيين. يتم تعريف الزراعة على نطاق واسع في هذا المجال ليشمل ليس فقط الزراعة، و لكن أيضاً الغذاء و الألياف (مثل القطن)، و الحيوانات، و القضايا الريفية، و الموارد الطبيعية. يتم الإتصال الزراعي بشكل رسمي و غير رسمي عن طريق الإرشاد الزراعي ويعتبر مرتبطاً بالتواصل العلمي. و مع ذلك، فقد تطورت إلى مجالها المهني الخاص و بحسب ، فإن العاملين في مجال الاتصالات الزراعية هم من المتخصصين في العلوم الذين يتعاملون حصرياً مع العلوم التطبيقية المتنوعة التي هي الزراعة. و من المتوقع أن يجلب الإتصال الزراعي معه مستوى مع المعرفة المتخصصة في المجال الزراعي الذي عادة ما لا يكون مطلوباً من الإتصال الجماهيري. كما تتناول الإتصال الزراعي جميع المجالات المواضيعية المتعلقة بالمشاريع المعقدة للأغذية و الأعلاف و الألياف و الطاقة المتجددة و إدارة الموارد الطبيعية و التنمية الريفية و غيرها، محلياً و عالمياً. و علاوة على ذلك ، فهي تشمل جميع المشاركين ، من إلى المستهلكين. و جميع مراحل هذه المشاريع، من البحوث الزراعية و الإنتاج إلى التصنيع و التسويق و الإستهلاك و التغذية و الصحة. أدت سوق متنامية للصحافيين و المذيعين الزراعيين إلى إنشاء فروع أكاديمية للصحافة الزراعية و الإتصال الزراعي. يشمل سوق العمل الخاص بالإتصال الزراعي ما يلي:
– بث المزرعة
– صحفيين و محررين للمجلات و الصحف الزراعية/الريفية
– اختصاصي الاتصالات أو ممارس العلاقات العامة المنظمات السلمية الزراعية، و المؤسسات التجارية، و المؤسسات غير الربحية.
– مندوب مبيعات الأعمال الزراعية
– صحفي علمي
– أخصائي اتصال جامعي منحة الأرض
– العلاقات العامة أو إعلانات الشركات التي تتخصص أو لديها عملاء زراعيين.

## التاريخ
نشأ المجال الأكاديمي من دورات الإتصال التي غلمت الطلاب في العلوم الزراعية كيفية التواصل. كان هناك حاجة في الأصل إلى الصحفيين الزراعيين للإبلاغ عن أخبار المزرعة الجمهور أكبر من المزارعين في المناطق الريفية و الزراعية. و مع انتقال الناس من المزرعة إلى المدن و الضواحي، كانت أكبر نسبة من السكان لديهم معرفة و خبرة أقل في مجال الزراعة. و بينما لا تزال هناك حاجة إلى الصحفيين الزراعيين فإن هناك حاجة متساوية، إن لم تكن كبيرة، إلى جهات الإتصال الزراعية التي يمكن أن تعمل كجهة إتصال بين صناعة ذات تقاليد و قيم عميقة الجذور و عامة مع القليل من الفهم لكيفية عمل الزراعة و لماذا على ما هو عليه.